# Frederikke Thøgersen
Frederikke Skjødt Thøgersen (Thisted, 24 juli 1995) is een voetbalspeelster uit Denemarken. Ze speelt als middenvelder voor AS Roma in de Serie A.

## Clubcarrière
Thøgersen begon haar carrière bij Thisted FC. In 2013 stapte ze over naar Fortuna Hjørring waar ze zes seizoen voor speelde. Met de Deense topclub werd ze drie keer kampioen en won ze tweemaal de beker.
In 2019 maakte Thøgersen de overstap naar het Italiaanse Fiorentina. In Florence tekende ze een tweejarig contract. Dit contract diende ze uit waarna ze vanaf 2021 voor het Zweedse FC Rosengård uitkwam.
In 2023 keerde Thøgersen terug naar Italië om voor FC Inter Milaan te gaan spelen. Na een jaar in Milaan te hebben gevoetbald, stapte Thøgersen voorafgaande aan het seizoen 2024/25 over naar competitiegenoot AS Roma.

## Statistieken
| Seizoen | Club             | Competitie      | Competitie | Competitie | Beker | Beker | Overig | Overig | Totaal | Totaal |
| Seizoen | Club             | Competitie      | Wed.       | Dlp.       | Wed.  | Dlp.  | Wed.   | Dlp.   | Wed.   | Dlp.   |
| ------- | ---------------- | --------------- | ---------- | ---------- | ----- | ----- | ------ | ------ | ------ | ------ |
| 2027/18 | Fortuna Hjørring | Elitedivisionen | 21         | 5          | 0     | 0     | 2      | 0      | 23     | 5      |
| 2018/19 | Fortuna Hjørring | Elitedivisionen | 23         | 4          | 0     | 0     | 2      | 0      | 25     | 4      |
| 2019/20 | ACF Fiorentina   | Serie A         | 15         | 2          | 1     | 0     | 2      | 0      | 18     | 2      |
| 2020/21 | ACF Fiorentina   | Serie A         | 21         | 0          | 1     | 0     | 4      | 0      | 26     | 0      |
| 2022    | FC Rosengård     | Damallsvenskan  | 6          | 0          | 1     | 0     | 6      | 0      | 13     | 0      |
| 2022/23 | FC Inter Milaan  | Serie A         | 13         | 0          | 4     | 0     | 0      | 0      | 17     | 0      |
| 2023/24 | FC Inter Milaan  | Serie A         | 18         | 0          | 2     | 0     | 0      | 0      | 20     | 0      |
| 2024/25 | AS Roma          | Serie A         | 15         | 1          | 1     | 0     | 0      | 0      | 16     | 1      |
| Totaal  | Totaal           | Totaal          | 137        | 12         | 10    | 0     | 33     | 0      | 180    | 12     |

Bijgewerkt t/m 23 januari 2025.

## Interlandcarrière
Thøgersen maakte haar debuut voor het Deense nationale team op 5 maart 2014 in een 2-0 nederlaag tegen Zweden door in de 74ste minuut in te vallen.
In 2017 werd Thøgersen opgenomen in de selectie van Denemarken voor het EK 2017 in Nederland. Met Denemarken wist ze tot de finale te geraken die met 4-2 werd verloren van Nederland. Thøgersen kwam in vijf wedstrijden in actie.
In 2023 mocht Thøgersen aantreden op het WK 2023 in Australië en Nieuw-Zeeland. Op dit eindtoernooi was de achtste finale het eindstation voor Denemarken. Thøgersen kwam enkel in het tweede groepsduel tegen Engeland in actie.